# Traian Băsescu
Traian Băsescu (phát âm tiếng Romania: [traˈjan bəˈsesku]); sinh ngày 4 tháng 11 năm 1951) là tổng thống thứ hai của România. Sau khi làm thị trưởng thành phố Bucharest từ tháng sáu 2000 cho đến tháng 12 năm 2004, ông được bầu làm Tổng thống trong cuộc bầu cử Tổng thống Rumani năm 2004 và nhậm chức vào ngày 20 tháng 12 năm 2004. Ông đã được tái bầu làm tổng thống với nhiệm kỳ 5 năm lần thứ hai trong năm 2009, giữa những cáo buộc về gian lận bầu cử, một cáo buộc đã được tòa án bác bỏ.
Tháng 4 năm 2007, Băsescu trở thành tổng thống đầu tiên trong lịch sử Romania chính thức bị đình chỉ chức vụ, nhưng ông lại được hồi phục chức vụ một tháng sau đó trong một cuộc trưng cầu dân ý luận tội tổnt thống với tỷ lệ thắng 3-1. Ông kết thúc nhiệm kỳ vào ngày 21 tháng 12 năm 2014.